# Epidemiologia del càncer

Taxa de mortalitat ajustada per edat per càncer per cada 100.000 habitants el 2004.
sense dades
menys de 55
55–80
80–105
105–130
130–155
155–180
180–205
205–230
230–255
255–280
280–305
més de 305

L'epidemiologia del càncer és l'estudi dels factors que afecten el càncer, com una forma d'inferir possibles tendències i causes. L'estudi de l'epidemiologia del càncer utilitza mètodes epidemiològics per trobar la causes pel càncer i per identificar i desenvolupar tractaments millorats.
Aquesta àrea d'estudi ha de lluitar amb problemes de biaix d'anticipació (en el diagnòstic) i el biaix de durada (del càncer). El biaix d'anticipació és el concepte en que el diagnòstic precoç pot inflar artificialment les estadístiques de supervivència d'un càncer, sense realment millorar la història natural de la malaltia. El biaix de durada és el concepte en què els tumors de creixement més lent, més indolents són més propensos a ser diagnosticats mitjançant proves de detecció, però les millores en el diagnòstic de més casos de càncer indolent pot no traduir-se en millors resultats en els pacients després de la posada en pràctica dels programes de cribratge. Un problema relacionat és el sobrediagnòstic, la tendència de les proves de detecció per al diagnòstic de malalties que en realitat poden no afectar la longevitat del pacient. Aquest problema s'aplica especialment al càncer de pròstata i la prova del PSA.

## Incidència
Segons les dades d'incidència a Girona de 2010-2012:
| Homes                         | Homes |                           | Dones | Dones |
| ----------------------------- | ----- | ------------------------- | ----- | ----- |
|                               | %     |                           | %     |       |
| Pròstata                      | 19,9  | Mama                      | 27,8  |       |
| Còlon, recte i anus           | 14,1  | Còlon, recte i anus       | 14,4  |       |
| Tràquea, bronquis i pulmó     | 13,9  | Cos uterí                 | 5,4   |       |
| Bufeta urinària               | 11,8  | Sistema nerviós           | 4,7   |       |
| Ronyó i vies urinàries        | 3,5   | Tràquea, bronquis i pulmó | 4,5   |       |
| Llavi, cavitat oral i faringe | 3,4   | Bufeta urinària           | 3,3   |       |
| Estómac                       | 3,1   | Limfoma no hodgkinià      | 3,2   |       |
| Limfoma no hodgkinià          | 3,1   | Estómac                   | 3,2   |       |
| Fetge                         | 3,0   | Tiroide                   | 2,9   |       |
| Leucèmies                     | 2,5   | Pàncrees                  | 2,7   |       |
| Total (N=2116)                | 78,3  | Total (N=1342)            | 72,1  |       |

|                               | %     |
| Còlon, recte i anus           | 15,1  |
| Pròstata                      | 12,8  |
| Mama                          | 11,8  |
| Tràquea, bronquis i pulmó     | 10,8  |
| Bufeta urinària               | 9,0   |
| Sistema nerviós               | 3,5   |
| Limfoma no hodgkinià          | 3,4   |
| Estómac                       | 3,3   |
| Ronyó i vies urinàries        | 3,2   |
| Llavi, cavitat oral i faringe | 2,8   |
| Leucèmies                     | 2,7   |
| Pàncrees                      | 2,7   |
| Fetge                         | 2,5   |
| Cos uterí                     | 2,3   |
| Primari desconegut            | 2,1   |
| Pell, melanoma                | 2,1   |
| Tiroide                       | 1,5   |
| Laringe                       | 1,3   |
| Mieloma múltiple              | 1,2   |
| Esòfag                        | 1,2   |
| Ovari                         | 1,0   |
| Bufeta biliar i vies          | 1,0   |
| Limfoma de Hodgkin            | 0,6   |
| Coll uterí                    | 0,6   |
| Testicle                      | 0,6   |
| Os                            | 0,2   |
| Altres                        | 0,7   |
| Total (N = 3458)              | 100,0 |

## Supervivència
Resultats dels Registres de Tumors Hospitalaris a 5 anys:
| Localització/tipus de càncer               | % homes | % dones |
| ------------------------------------------ | ------- | ------- |
| Global                                     | 57,5    | 70,1    |
| Cap i coll                                 |         |         |
| Cavitat oral                               | 52,5    | 69,2    |
| Faringe                                    | 41,7    | 53,1    |
| Laringe                                    | 66,0    |         |
| Sistema digestiu                           |         |         |
| Esòfag                                     | 18,8    | 29,6    |
| Estómac                                    | 31,3    | 38,3    |
| Còlon                                      | 57,8    | 62,3    |
| Recte                                      | 68,6    | 74,3    |
| Fetge                                      | 30,3    | 35,2    |
| Tracte biliar                              | 22,5    | 16,8    |
| Pàncrees                                   | 14,2    | 18,3    |
| Sistema respiratori                        |         |         |
| Tràquea, bronquis, pulmó                   | 20,0    | 29,6    |
| Ossos i teixits tous                       |         |         |
| Ossos                                      | 52,5    | 84,3    |
| Teixits tous                               | 56,3    | 57,7    |
| Pell                                       |         |         |
| Pell Melanoma                              | 62,9    | 86,5    |
| Mama                                       |         |         |
| Mama                                       |         | 89,6    |
| Òrgans genitals femenins                   |         |         |
| Vulva i vagina                             |         | 56,9    |
| Cèrvix                                     |         | 72,3    |
| Cos uterí                                  |         | 74,3    |
| Ovari i annexes                            |         | 53,4    |
| Òrgans genitals masculins                  |         |         |
| Pròstata                                   | 95,5    |         |
| Testicle                                   | 94,0    |         |
| Sistema urinari                            |         |         |
| Ronyó                                      | 62,7    | 68,4    |
| Vies urinàries (urèter, bufeta)            | 62,9    | 57,6    |
| Sistema Nerviós Central                    |         |         |
| Glioblastoma multiforme                    | 8,9     | 6,8     |
| Ull                                        |         |         |
| Melanoma d'ull                             | 62,5    | 70,7    |
| Sistema endocrí                            |         |         |
| Tiroide                                    | 91,5    | 97,2    |
| Hipòfisi                                   | 94,1    | 91,8    |
| Neoplàsies mieloides                       |         |         |
| Sd. mielodisplàstiques                     | 44,0    | 37,3    |
| N. mieloproliferatives                     | 83,4    | 84,3    |
| Leucèmia mieloide crònica                  | 80,6    | 86,2    |
| Neoplàsies limfoides                       |         |         |
| Limfoma de Hodgkin                         | 85,3    | 87,4    |
| N. de cèl·lules T i NK madures             | 38,5    | 55,1    |
| Mieloma múltiple                           | 50,3    | 54,1    |
| Leucèmia limfàtica crònica                 | 73,9    | 81,4    |
| Limfoma de cèl·lules B de la zona marginal | 82,1    | 82,1    |
| Limfoma fol·licular                        | 89,1    | 71,3    |
| Sarcomes i Tumors Germinals                |         |         |
| Sarcomes                                   | 73,9    | 66,3    |
| Germinals                                  | 97,0    |         |

## Mortalitat
Mortalitat per tumors a Catalunya (Taxes de mortalitat x100.000 habitants i en percentatge, estandarditzades segons sexe, de Catalunya, 2018):
| Tipus                                                 | Dones  | Homes  | Total | Dones % | Homes % |
| ----------------------------------------------------- | ------ | ------ | ----- | ------- | ------- |
| Tumor maligne de cavitat bucal i faringe              | 1,80   | 5,70   | 3,60  | 1,61    | 2,41    |
| Tumor maligne d'esòfag                                | 0,89   | 6,13   | 3,30  | 0,79    | 2,60    |
| Tumor maligne d'estómac                               | 4,22   | 10,29  | 6,96  | 3,77    | 4,36    |
| Tumor maligne de budell gros                          | 10,96  | 21,99  | 15,69 | 9,78    | 9,31    |
| Tumor maligne de recte i anus                         | 3,38   | 8,43   | 5,60  | 3,02    | 3,57    |
| Tumor maligne de fetge                                | 4,10   | 13,18  | 8,27  | 3,66    | 5,58    |
| Tumor maligne de bufeta biliar i vies extrahepàtiques | 1,71   | 1,63   | 1,68  | 1,53    | 0,69    |
| Tumor maligne de pàncrees                             | 9,10   | 13,20  | 11,03 | 8,12    | 5,59    |
| Resta de tumors malignes digestius                    | 1,10   | 1,95   | 1,46  | 0,98    | 0,83    |
| Tumor maligne de laringe                              | 0,18   | 3,68   | 1,77  | 0,16    | 1,56    |
| Tumor maligne de tràquea. bronquis i pulmó            | 13,80  | 62,21  | 35,50 | 12,31   | 26,35   |
| Tumor maligne de pell i tumor de teixits tous         | 2,95   | 6,14   | 4,30  | 2,63    | 2,60    |
| Tumor maligne de mama                                 | 17,63  | 0,20   | 9,72  | 15,73   | 0,08    |
| Tumor maligne de coll d'úter                          | 1,16   |        |       | 1,04    |         |
| Resta de tumors malignes d'úter                       | 4,25   |        |       | 3,79    |         |
| Tumor maligne d'ovari                                 | 5,23   |        |       | 4,67    |         |
| Tumor maligne de pròstata                             |        | 17,36  |       |         | 7,35    |
| Tumor maligne de bufeta urinària                      | 1,69   | 10,94  | 5,55  | 1,51    | 4,63    |
| Tumor maligne de ronyó i de vies urinàries            | 2,67   | 9,41   | 5,63  | 2,38    | 3,99    |
| Tumor maligne de l'encèfal                            | 3,89   | 6,76   | 5,23  | 3,47    | 2,86    |
| Leucèmia                                              | 3,87   | 7,20   | 5,27  | 3,45    | 3,05    |
| Limfoma                                               | 3,07   | 6,25   | 4,50  | 2,74    | 2,65    |
| Resta de tumors malignes de localització especificada | 5,88   | 7,49   | 6,65  | 5,25    | 3,17    |
| Tumors malignes secundaris i de localització NE       | 4,48   | 7,73   | 5,94  | 4,00    | 3,27    |
| Tumors benignes                                       | 0,65   | 0,70   | 0,67  | 0,58    | 0,30    |
| Tumors in situ d'evolució incerta i de naturalesa NE  | 3,40   | 7,52   | 5,12  | 3,03    | 3,19    |
| Total                                                 | 112.07 | 236.10 |       | 100.00  | 100.00  |

NE: no especificada